# Citheronia lobesis
Citheronia lobesis là một loài bướm đêm thuộc họ Saturniidae. Bướm này có cánh màu cam dưới ánh sáng và đôi cánh màu da cam với những đốm sẫm màu quán quân trên đó. Ngoài ra, cơ thể của nó là màu da cam và có sọc đen.